# USFRAN Bobo-Dioulasso
USFRAN Bobo-Dioulasso (Union sportive du foyer de la régie Abidjan-Niger) ist ein Sportverein aus Bobo-Dioulasso, der zweitgrößten Stadt des westafrikanischen Staates Burkina Faso.
Die Vereinsfarben des Eisenbahnerklubs der Abidjan-Niger-Bahn sind Orange, Weiß und Rot, das Heimstadion das Stade Wobi. Der nationale Meistertitel konnte 1963, 1964 und 1968 gewonnen werden, der Pokalwettbewerb 1966, 1967, 1969, 1971 und 1974. 2006 stieg USFRAN aus der ersten Division ab und scheiterte ein Jahr später in den Relegationsspielen gegen Bobo Sports Bobo-Dioulasso. Von 1989 bis 1998 trug der Verein den Namen USC Bobo-Dioulasso (Union sportive des cheminots).

## Statistik in den CAF-Wettbewerben
| Wettbewerb             | Runde    | Gegner        | Hinspiel | Rückspiel |  |
| ---------------------- | -------- | ------------- | -------- | --------- |  |
|                        |          |               |          |           |  |
| CAF Champions Cup 1969 | 1. Runde | FC Conakry II | 2:7 (H)  | n. a.     |  |

- 1969: Der Verein verzichtete nach der hohen Heimniederlage auf das Rückspiel in Conakry und schied aus.